# دحیل
دحیل یک منطقهٔ مسکونی در قطر است که در شهرداری دوحه واقع شده‌است. دحیل ۶٫۸ کیلومتر مربع مساحت و ۷٬۰۵۹ نفر جمعیت دارد.